# Max Leroy Mésidor
Max Leroy Mésidor (* 6. Januar 1962 in Saint-Marc) ist ein haitianischer Geistlicher und römisch-katholischer Erzbischof von Port-au-Prince.

## Leben
Max Leroy Mésidor empfing am 10. Januar 1988 die Priesterweihe. Nach Jahren als Kaplan im Bistum Gonaïves wurde er Pfarrer der Pfarrei Notre-Dame de la Visitation in Gonaïves. Von 1998 bis 2000 studierte er Pastoraltheologie am Centre International d’Études de la Formation Religieuse „Lumen Vitae“ in Brüssel und erwarb das Lizentiat der Theologie. Anschließend war er Vikar in Petite Rivière de l’Artibonite und Vikar und Pfarrer in Gonaïves. Von 2000 bis 2008 war er Pfarrer der Pfarrei Saint-Marc in seiner gleichnamigen Heimatstadt. Seit 2008 war er Pfarrer der Kathedralpfarrei St. Charles Borromée in Gonaïves Generalvikar des Bistums Gonaïves.
Papst Benedikt XVI. ernannte ihn am 9. Juni 2012 zum Bischof von Fort-Liberté. Die Bischofsweihe spendete ihm der Apostolische Nuntius in Haiti, Erzbischof Bernardito Cleopas Auza, am 28. Juli desselben Jahres; Mitkonsekratoren waren Chibly Langlois, Bischof von Les Cayes, und Yves-Marie Péan CSC, Bischof von Les Gonaïves.
Am 1. November 2013 ernannte ihn Papst Franziskus zum Koadjutor des Erzbischofs von Cap-Haïtien. Mit dem Rücktritt Louis Kébreaus SDB am 22. November 2014 folgte er diesem als Erzbischof von Cap-Haïtien nach.
Papst Franziskus ernannte ihn am 7. Oktober 2017 zum Erzbischof von Port-au-Prince. Die Amtseinführung fand am 6. Januar des folgenden Jahres statt.
Die haitianische Bischofskonferenz wählte Mésidor 2021 zu ihrem Vizepräsidenten und 2023 zu ihrem Präsidenten.